# Bestune T55
Bestune T55 — выпускаемый с 2021 года компактный кроссовер китайского производителя Besturn — суббренда компании FAW.

## История
Представлен в марте 2021, одновременно начаты продажи. Модель T55 стала четвёртой в новом «Т-семействе»: ранее вышли T33, T77 и T99.
Доступна в двух комплектациях — базовой по цене 104 900 юаней, и более «богатой» с панорамной крышей за 112 900 юаней.
В своём сегменте модель привлекательна на рынке Китая: более компактный паркетник Hyundai Creta стоит дороже — от 105 800 юаней.

### В России
На рынке России с апреля 2023 года по ценам от 2 289 000 рублей что, как отметил журнал «Авторевю», дешевле цен конкурентов Москвич 3 и Omoda 5, и за 2023 года было реализовано 1085 машин.

## Технические характеристики
Габариты: длина — 4437 мм, ширина — 1850 мм, высота — 1625 мм; колёсная база — 2650 мм.
Подвеска — базируется на модульной архитектуре FMA со стойками Макферсон спереди и полузависимой балкой сзади.
Двигатель — пока оснащается только одним вариантом — бензиновый четырёхцилиндровый турбомотор объёмом 1,5 литра мощностью 169 л. с.
Заявлено в будущем расширение гаммы двигателей младшим турбомотором объёмом 1.2 литра мощностью 143 л. с.
Коробка передач — 7-ступенчатый робот с двумя мокрыми сцеплениями.
Привод — только передний.

## Галерея

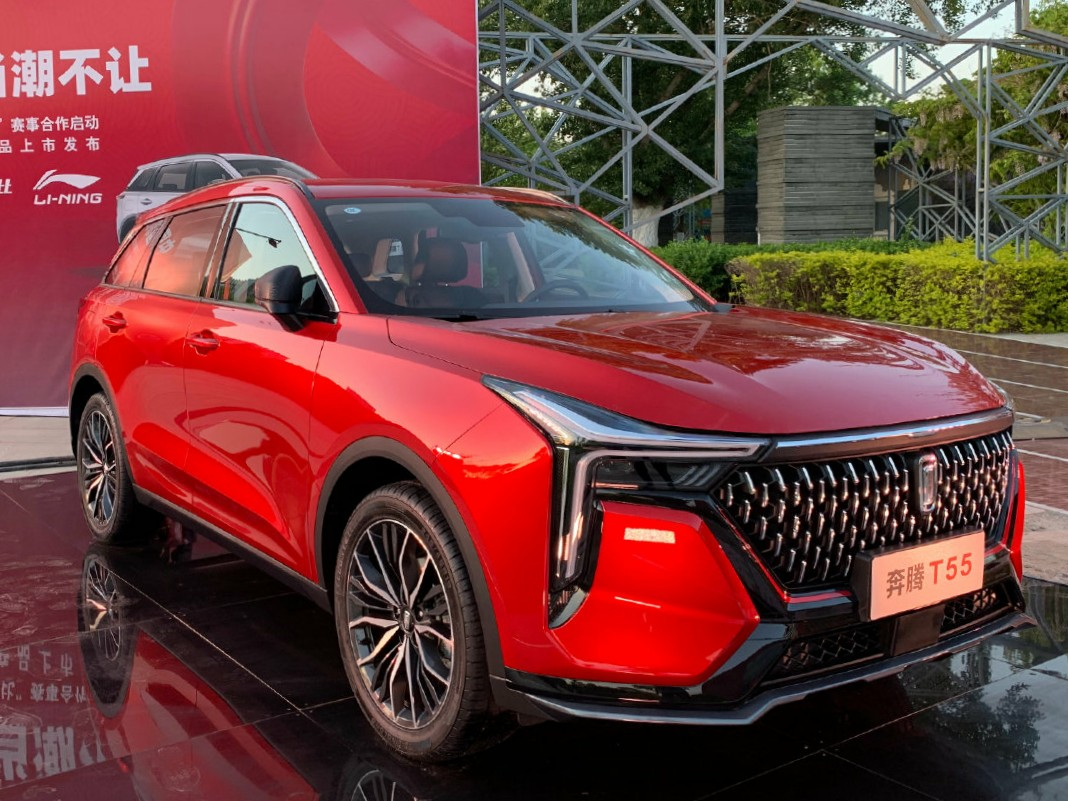
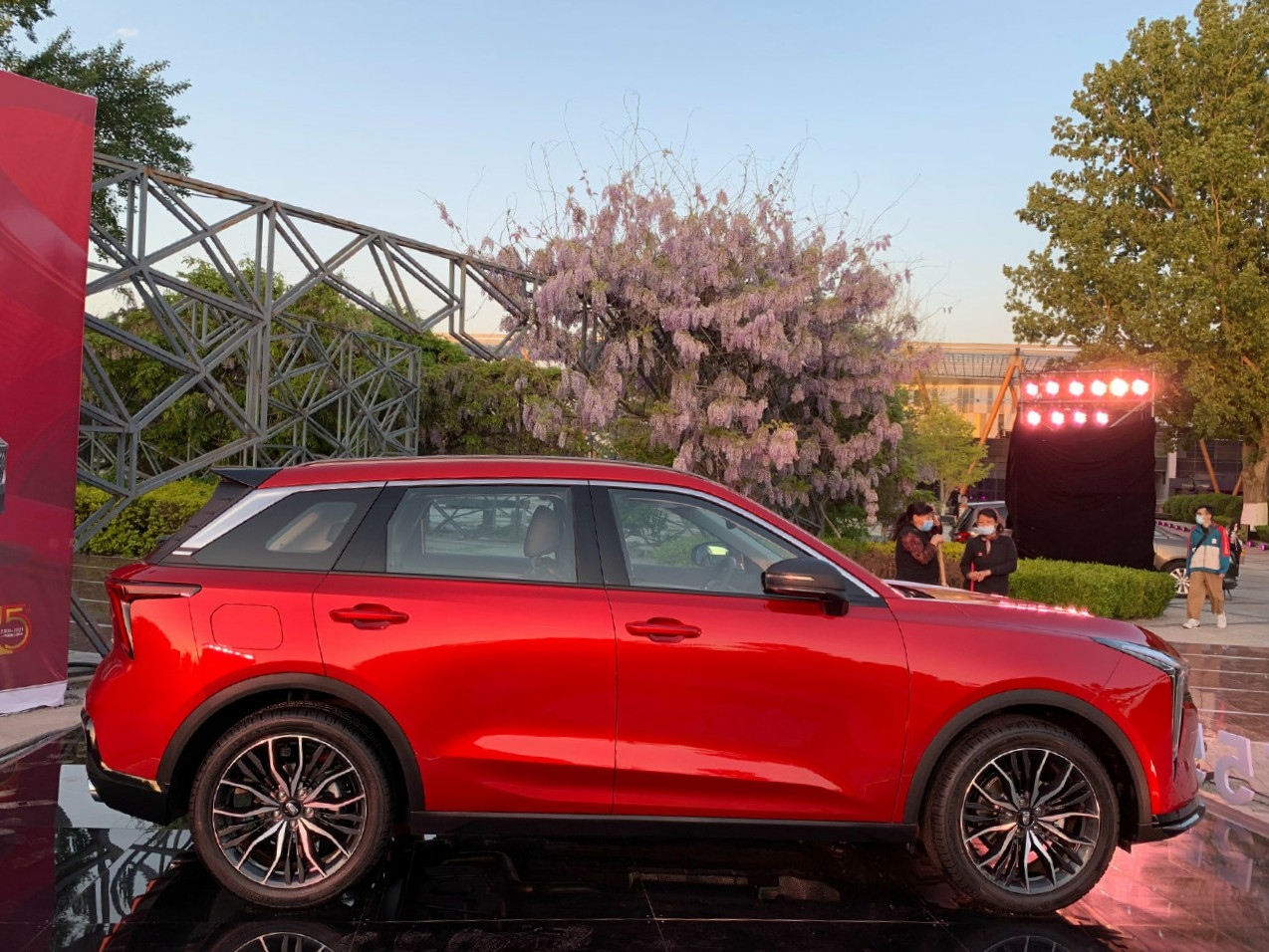
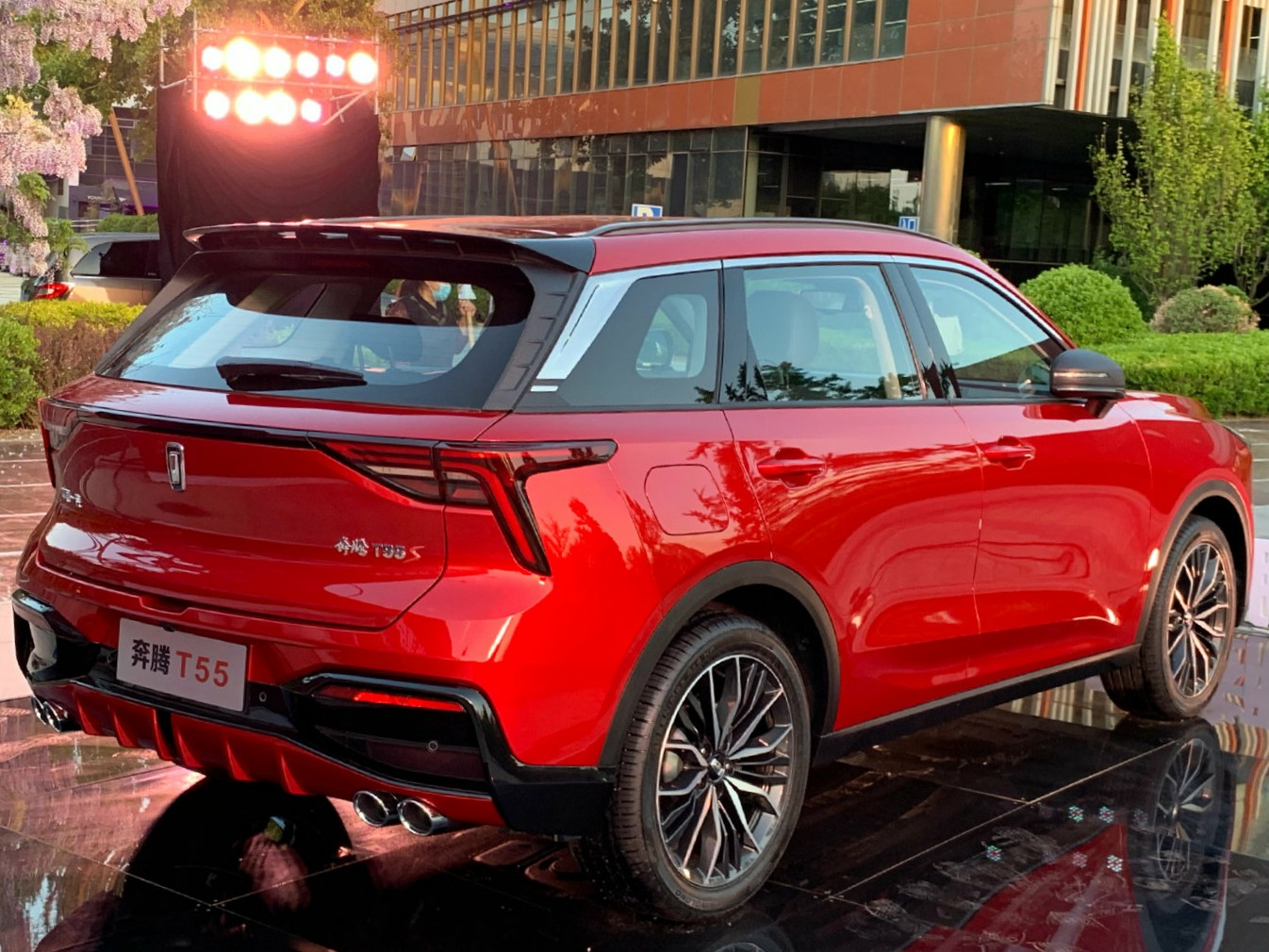